# Adalbert Krause
Adalbert Krause OSB (* 22. Juli 1901 in Weißbach als Alfred Krause; † 22. September 1979 in Graz) war ein österreichischer römisch-katholischer Benediktinerpater.

## Leben
Nach der Profess 1923 studierte er Philosophie und Theologie in Graz und Salzburg. Nach der Priesterweihe 1926 studierte er Geschichte und Geographie mit Abschluss zum Dr. phil. in Graz 1929; Dr. theol. in Wien 1943. 1930 wurde er Professor am Stiftsgymnasium Admont; 1938 Kaplan in Vorchdorf, 1943 Provisor in Landl; 1943 Provisor in Mariazell und Gußwerk. 1945 Professor am Stiftsgymnasium, Bibliothekar, Archivar; 1966 Lokalkaplan in Gstatterboden. Nach der Habilitation 1967 für christliche Kunst und Archäologie an der Universität Salzburg lehrte er dort als Dozent und seit 1973 als außerordentlicher Professor.

## Schriften (Auswahl)
- Literatur von und über Adalbert Krause im Katalog der Deutschen Nationalbibliothek
- Der Maler Augustin Maria Kurtz-Gallenstein 1856–1916. Ein Romantiker des Pinsels. Linz 1953, OCLC 44427519.
- Das neue Stiftsarchiv in Admont. Admont 1958, OCLC 721161575.
- Admont und das Gesäuse in Geschichte und Sage. Linz 1965, OCLC 891488934.
- Die heilige Hemma von Gurk. Klagenfurt 1974, OCLC 452806729.

| Personendaten    | Personendaten                                      |
| ---------------- | -------------------------------------------------- |
| NAME             | Krause, Adalbert                                   |
| ALTERNATIVNAMEN  | Krause, Alfred (Geburtsname)                       |
| KURZBESCHREIBUNG | österreichischer römisch-katholischer Ordensbruder |
| GEBURTSDATUM     | 22. Juli 1901                                      |
| GEBURTSORT       | Weißbach                                           |
| STERBEDATUM      | 22. September 1979                                 |
| STERBEORT        | Graz                                               |